# Voyage I
Voyage I is een compositie van de Japanse componist Toshio Hosokawa. Het werk is gecomponeerd in 1997 voor viool en ensemble.
Voyage I kan gezien worden als een vioolconcert zonder de traditionele indeling uit de klassieke muziek. De vioolpartij staat het ene moment tegenover het ensemble, het andere moment gaat het daarin op. Dit is terug te voeren naar de basis van dit werk: Zen. De viool vertegenwoordigt binnen de compositie het innerlijk, het ensemble de wereld om ons heen. In de meditatietechniek met ademhaling probeert men door uitademing de eigen wereld naar buiten de brengen en door inademing de buitenwereld naar binnen te halen. Men komt zo in harmonie met zijn/haar eigen wereld en de omgeving.
Bij beluistering lijkt er geen enkele beweging in het werk te zitten. Een cadens waarin de solist zijn/haar technische kwaliteiten kan tonen is er niet. Het zijn veelal lang uitgesponnen akkoorden met af en toe een muzikaal accent tegenover een begeleiding die eveneens lang uitgesponnen tonen voortbrengt, ondersteund door af en toe een accent. Wat opvalt is dat in het muziekstuk geen enkele generale rust voorkomt; geluid is continu aanwezig.
Hosokawa heeft meerdere werken onder de titel Voyage gecomponeerd.

## Bron en discografie
- Uitgave Kairos: Asako Urushihara, viool, MusikFabrik o.l.v. Peter Rundel